# Rheobates
Rheobates é um gênero de anfíbios da família Aromobatidae.
As seguintes espécies são reconhecidas:
- Rheobates palmatus (Werner, 1899)
- Rheobates pseudopalmatus (Rivero & Serna, 2000)